# Live in Ulm 1992
Live in Ulm 1992 ist ein Jazzalbum von Sun Ra. Die im März 1992 entstandenen Aufnahmen erschienen am 1. Juni 2014 auf dem Leo-Records-Sublabel Golden Years of New Jazz.

## Hintergrund
Ein Jahr vor seinem Tod am 30. Mai 1993 fand nach einem ersten Schlaganfall Sun Ras letzte Europatournee mit dem Omniverse Arkestra, einer mittelformatigen Ausgabe seines Ensembles, statt, bei der die Mitschnitte Live in Ulm 1992 und Destination Unknown in der Schweiz entstanden sind.
Das Album entstand auf der Basis eines Mitschnitts aus dem Publikum, mit Gesprächen hier und da. Der Klang sei jedoch einigermaßen sauber und ohne große Verzerrungen, außer im schlammigen und undeutlichen unteren Frequenz-Bereich, schrieb Stuart Kremsky.

## Titelliste
- Sun Ra: Live in Ulm 1992 (Golden Years Of New Jazz GY 30/31)[3]

CD 1
1. Ankhnaton	7:14
2. The Mayan Temples	17:29
3. El Is a Sound of Joy	11:19
4. Fate in a Pleasant Mood	6:01
5. Hocus Pocus (Will Hudson) 3:00
6. Love in Outer Space	7:47
7. Nameless One n.2	7:58
8. Prelude to a Kiss (Duke Ellington) 6:04
9. Theme of the Stargazers	7:21

CD 2
1. Unidentified	4:49
2. Lights on a Satellite	4:46
3. The Shadow World	6:54
4. Space Is the Place / We Travel the Spaceways / Out Spaceways Incorporated	10:23
5. They’ll Come Back	3:54
6. Destination Unknown	3:14
7. Calling Planet Earth	1:11
8. The Forest of No Return (George Bruns, Melville A. Leven) 1:13

Wenn nicht anders vermerkt, stammen die Kompositionen von Sun Ra.

## Rezeption
Stuart Kremsky schrieb im Cadence Jazz World, auf Live in Ulm 1992 sei eine abgespeckte Version des Arkestra mit elf Musikern zu hören, die ungewöhnlich zugunsten der Blechbläser besetzt war, mit Michael Ray und Ahmed Abdullah an den Trompeten und Tyrone Hill an der Posaune, und diese kämen im Allgemeinen klar durch. So auch E-Gitarrist Bruce Edwards, dessen energische Soli eine willkommene Stimme im Ensemble seien. Besonders temperamentvoll falle die Interpretationen der Band von Will Hudsons „Hocus Pocus“ (in der Version von Fletcher Henderson aus dem Jahr 1934), „Nameless One n.2“, eine von Sun Ras Kompositionen, die erstmals 1982 von der Band aufgenommen wurde, und „The Shadow World“ mit dem etwas gruseligem Sun-Ra-Orgelspiel. Es gebe zwar weit besser [klingende] Sun-Ra-Alben auf dem Markt, aber es sei für echte Fanatiker und Komplettisten immer schön, der Sammlung eine weitere Aufnahme Sun Ras hinzuzufügen.
Ken Cheetham schrieb in Jazz Views, auch wenn dieses Album ein fesselnder Mitschnitt sei, das viele Ra-„Standards“ wie „Fate in a Pleasant Mood“, „Love in Outer Space“, „Shadow Worlds“, „Space Is the Place“ und „The Mayan Temples“ enthalte, sei die Aufnahmequalität schlecht und auch keineswegs eine der besten Leistungen des Arkestra, obwohl es in Teilen auch gute Beiträge gebe. Meist sei dieses dies trotz großer Bemühungen von Marshall Allen am Altsaxophon ein bisschen chaotisch und erreiche kein Abheben. Sun Ra sei zu diesem Zeitpunkt 77 Jahre alt gewesen und hatte zwei Jahre zuvor einen Schlaganfall erlitten, war also wahrscheinlich bei dem Konzert gesundheitlich angeschlagen und schwach, und das merke man. Obwohl „Live in Ulm 1992“ keine bahnbrechende Aufnahme sei, so das Resümee des Autors, offenbare es dennoch Sun Ras musikalische Absichten und Neigungen.